# Eugenia petrikensis
Eugenia petrikensis (лат.) — вид двудольных растений рода Евгения (Eugenia) семейства Миртовые (Myrtaceae). Впервые описан ботаниками Нилом Уилтоном Сноу и Фали Рандриатафика в 2012 году.
В 2013 году таксон вошёл в список десяти самых замечательных видов по версии Международного института по исследованию видов (США).
Видовой эпитет дан по названию леса Петрики — единственного места, где растёт растение.

## Распространение и среда обитания
Эндемик Мадагаскара, встречающийся только в восточной части леса Петрики (провинция Тулиара, округ Толагнаро). Голотип был собран Н. Дюмецем, Дж. Макферсоном и Р. Рабевохитрой в 1989 году. Это один из семи новых видов евгений из Мадагаскара, описанных в 2012 году: все они растут на изолированных песчаных участках в прибрежных влажных лесах.

## Ботаническое описание
Кустарник высотой 0,3—2 м.
Листья изумрудно-зелёные, блестящие, кожистые, без прилистников.
Цветки небольшие, пурпурные, собраны в плотное соцветие.
Плоды шаровидные, голые, жёлтого цвета. Цветёт с конца октября по февраль, плодоносит с декабря по март.
Светолюбивое (иногда теневыносливое) растение.

## Природоохранная ситуация
Небольшой ареал Eugenia petrikensis находится под существенным давлением со стороны людей, в связи с чем вид считается вымирающим.